# Propiltiouracilo
El propiltiouracilo (PTU) o 6-n-propiltiouracilo (PROP) es un fármaco derivado del tiouracilo que se utiliza para el tratamiento del hipertiroidismo (incluida la enfermedad de Graves-Basedow) al disminuir la cantidad de hormonas tiroideas que produce la glándula tiroides. Entre sus efectos secundarios destacan el riesgo de agranulocitosis y de anemia aplásica.
El 3 de junio de 2009, la Administración de Alimentos y Medicamentos (FDA)  notificó el riesgo de lesiones hepáticas graves por el uso de propiltiouracilo, incluyendo la insuficiencia hepática y la muerte,”. En consecuencia, el propiltiouracilo ya no se recomienda a mujeres embarazadas y a niños como medicamentos antitiroideos de primera línea.
El propiltiouracilo se encuentra en la lista de Medicamentos esenciales de la Organización Mundial de la Salud, que es la lista de los medicamentos más importantes que se requieren en un sistema sanitario básico.

## Historia
El propiltiouracilo fue aprobado por la Administración de Alimentos y Medicamentos de los Estados Unidos (FDA) en  1947.

## Mecanismo de acción

### Central
El PTU inhibe la enzima yoduro peroxidasa, que actúa normalmente en la síntesis de las hormonas tiroideas al oxidar el anion yoduro (I−) a yodo (I0), y facilita la adición de yodo a los residuos de tirosina de la tirogloblulina, precursora de la hormonas tiroideas.  Es una de las etapas esenciales en la formación de la tiroxina (T4).
El PTU no inhibe la acción del transportador de yoduro sodio dependiente que se ubica en las membranas basolaterales de las células foliculares. La inhibición de esta etapa requiere inhibidores competitivos, como el perclorato y el tiocianato.

### Periférico
El propiltiouracilo, y en grado mucho menor el metimazol, inhiben la desyodación periférica de T4 y T3. Inhiben la enzima 5'-desyodinasa (tetrayodotironina 5' desyodinasa), que transforma la Tiroxina (T4) a la forma activa Triyodotironina (T3). 

## Farmacocinética
La administración del propiltiouracilo es vía oral, con concentraciones séricas máximas que se alcanzan en una hora.  El PTU es concentrado de manera activa en la glándula tiroides.

En función de diversas variables de cada paciente, el estado eutiroideo (normalidad de hormona tiroidea) no se alcanzará hasta transcurridos 2 a 4 meses desde el inicio del atratamiento. 

Cabe señalar que el fármaco se une aproximadamente en un 70% a las proteínas y se encuentra ionizado de manera significativa a un pH fisiológico normal, mientras que la unión a proteínas del agente antitiroideo metimazol es notablemente inferior. Sin embargo, ambos se transfieren por igual a través de la placenta.
La vida media del plasma es de una hora y no se modifica de manera significativa por el estado de la tiroides del paciente. No obstante, debido a la concentración en la tiroides los intervalos de dosificación pueden durar 8 horas o más. 

Se excreta inalterado menos de un 10% del fármaco, y la fracción restante se metaboliza principalmente en el hígado por glucoronidación.

## Efectos secundarios
Uno de los posibles efectos secundarios es la agranulocitosis, la disminución de los glóbulos blancos en sangre. Entre los síntomas y signos de la agranulocitosis figuran las heridas infecciosas en la garganta, en el tracto intestinal y en la piel, acompañadas de una sensación general de malestar y de fiebre. Puede producirse también una disminuación de las plaquestas en sangre (trombocitopenia) y ya que las plaquetas son importantes para la coagulación de la sangre, la trombocitopenia puede conducir a problemas de sangrado excesivo. Se debe sospechar de la existencia de efectos secundarios y a veces interrumpir la medicación si el paciente se queja de episodios recurrentes de dolor de garganta.
El efecto secundario de mayor riesgo para la vida es la hepatitis fulminante súbita y aguda que da como resultado la muerte o el trasplante del hígado, lo cual ocurre en hasta 1 de cada 10 000 personas que toman propiltiouracilo. A diferencia de la agranulocitosis, que ocurre con mayor frecuencia en los tres primeros meses del tratamiento, este efecto secundario puede ocurrir en cualquier momento del tratamiento.
Por lo general, el propiltiouracilo se tolera bien, con efectos secundarios presentes en uno de cada 100 pacientes.[cita requerida] Los efectos secundarios más frecuentes se asocian con la piel e incluyen erupción cutánea, picor, urticaria, pérdida anómala del cabello y pigmentación de la piel.[cita requerida] Otros efectos secundarios frecuentes son hinchazón, náuseas, vómitos, acidez, pérdida del gusto, dolores musculares o articulares, entumecimiento y dolor de cabeza, reacciones alérgicas y aparición de canas.[cita requerida].

## Propiltiouracilo durante el embarazo
El propiltiouracilo se clasifica como categoría farmacológica D en el embarazo.  La categoría D significa que existen pruebas concluyentes de riesgo para el feto.  El beneficio materno puede ser superior al riesgo para el feto en situaciones de vida o muerte. Se prefiere el PTU al metimazol, que también es categoría D, solo en el primer trimestre del embarazo y en mujeres que puedan quedarse embarazadas debido al mayor riesgo de teratogenicidad del Metimazol durante la organogénesis. En el segundo y tercer trimestre, el riesgo disminuye y se prefiere el metimazol para evitar el riesgo de complicaciones hepáticas en la madre del PTU.
El efecto principal en el fetus del paso transplacentario del PTU es la generación de un hipertiroidismo leve cuando el fármaco se usa próximo al parto.  Esta situación remite al cabo de unos días sin tratamiento.  El hipotiroidismo puede observarse como bocio en el recién nacido y es la consecuencia de niveles elevados de tirotropina en la pituitaria del feto.  La incidencia del bocio del feto después del tratamiento con PTU es aproximadamente del 12% en los casos documentados.

## Síntesis química
El propiltiouracilo puede prepararse a partir del 3-oxohexanoato de etil y de la tiourea.